# Carl Friedrich Göschel

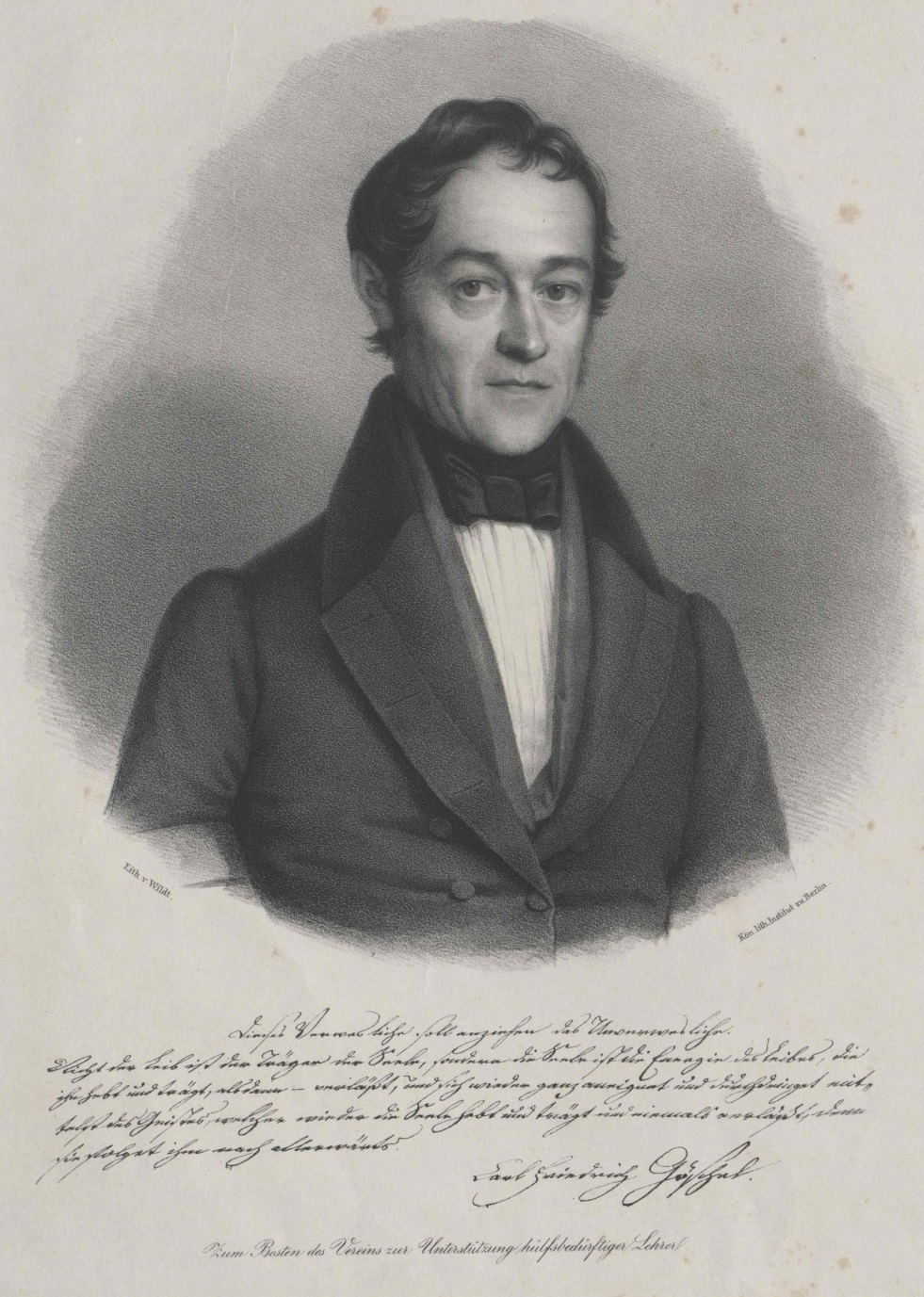
Carl Friedrich Göschel, Lithographie von Carl Wildt. Der handschriftliche Text lautet: „Dieses Verwesliche soll anziehen das Unverwesliche. Nicht der Leib ist der Träger der Seele, sondern die Seele ist die Energie des Leibes, die ihn hebt und trägt, alsdann – verläßt, und sich wieder ganz aneignet und durchdringet mittelst des Geistes, welcher wieder die Seele hebt und trägt und niemals verläßt, denn sie folget ihm nach allerwärts. Carl Friedrich Göschel.“

Carl Friedrich Göschel (* 7. Oktober 1784 in Langensalza; † 22. September 1861 in Naumburg (Saale)) war preußischer Kirchenjurist und philosophisch-theologischer Schriftsteller der Hegelschen Schule.

## Leben und Wirken
Göschel studierte in Leipzig die Rechte und war ab 1819 als Kollege und wohl auch Gesinnungsgenosse Ernst Ludwig von Gerlachs am Naumburger Oberlandesgericht tätig. Dort hatte er Kontakte zu erwecklichen Kreisen, die ihn bleibend prägten. 1834 wurde er in das preußische Justizministerium nach Berlin berufen, wo er besonders in kirchlichen Angelegenheiten arbeitete. Später wurde er zum Präsidenten des Konsistoriums der Kirchenprovinz Sachsen ernannt. Bis zu seinem Tod war er für die evangelische Landeskirche im konfessionell lutherischen Sinn tätig, so als Vorsitzender des Lutherischen Zentralvereins. Persönlich ein Gegner der Abspaltung der lutherischen Gemeinden von der unierten Landeskirche, bereitete er doch der staatlichen Anerkennung der Altlutheraner in Preußen 1845 den Weg. Dagegen betrieb er die Unterdrückung der Bewegung der Lichtfreunde mit solcher Strenge, dass er im Zuge der Märzereignisse 1848 zum Rücktritt genötigt wurde.
Obwohl weder Theologe noch Philosoph von Fach und mit Hegel persönlich nicht bekannt, wurde Göschel bedeutsam für die Verhältnisbestimmung des Hegelschen Systems zur kirchlichen Glaubenslehre. Schon seine anonym erschienene Schrift Über Goethes Faust und dessen Fortsetzung (Leipzig 1824) bewies seine Vorliebe für Hegel. Die Aphorismen über Nichtwissen und absolutes Wissen (Berlin 1829) suchten die Übereinstimmung der Hegelschen Philosophie mit dem christlichen Glauben zu zeigen. Hegel selbst verfasste dazu eine anerkennende Rezension, die Göschel für einige Jahre zu einem Wortführer der Althegelianer machte.

## Schriften

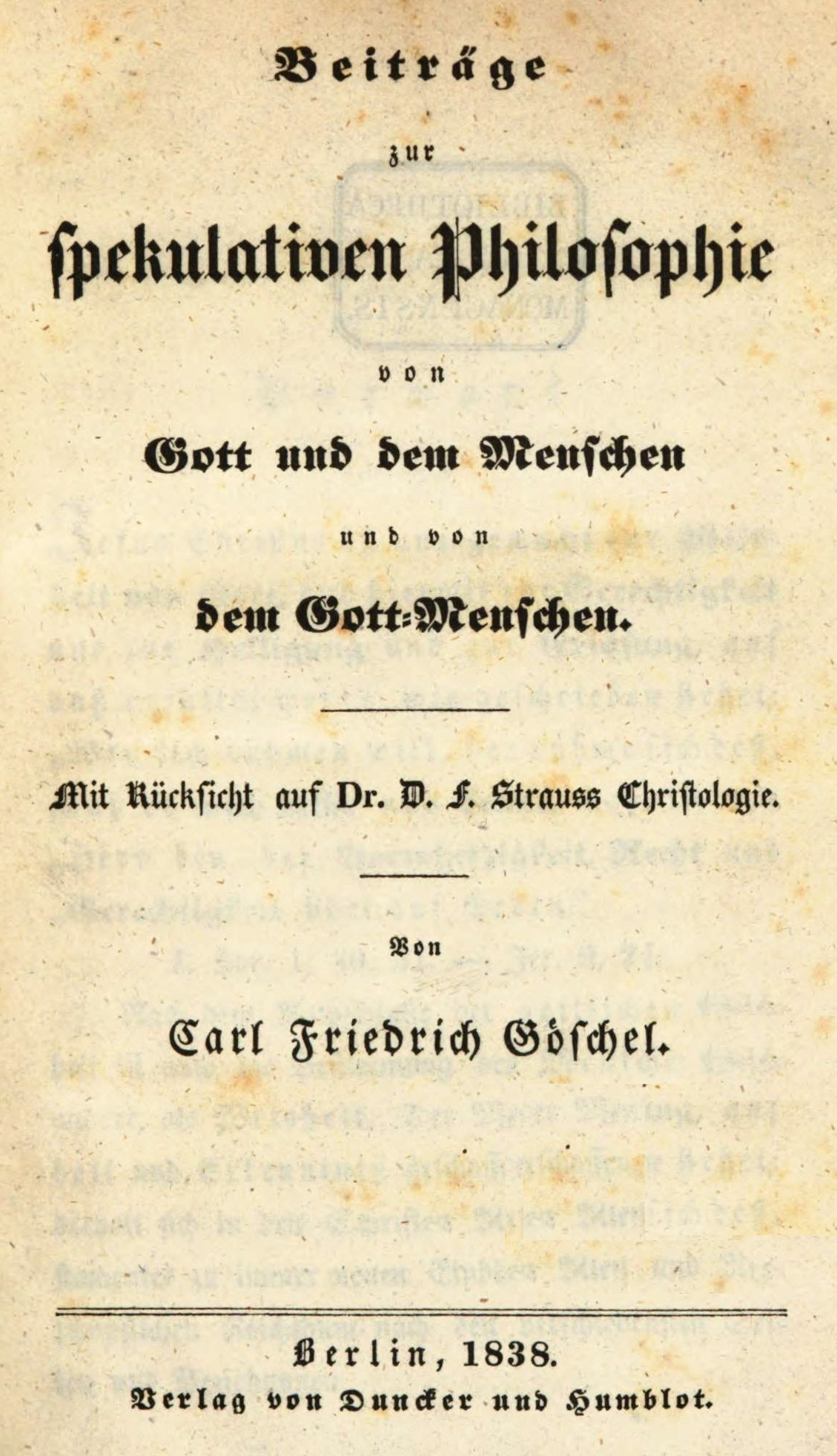
Beiträge zur spekulativen Philosophie von Gott und dem Menschen und von dem Gott-Menschen. Mit Rücksicht auf Dr. D. F. Strauss Christologie. Berlin 1838, Titelseite

Nach Hegels Tod bildete Göschel die äußerste Rechte der Schule in den Schriften:
- Der Monismus des Gedankens (Naumburg 1832);
- Hegel und seine Zeit, mit Rücksicht auf Goethe (Berlin 1832);
- Aus Dante Alighieris Göttlicher Komödie (Naumburg 1834) und
- Unterhaltungen zur Schilderung Goethescher Dicht- und Denkweise (Schleusingen 1834–38, 3 Bde.),

worin bewiesen werden soll, dass Goethe in seiner Sprache das Evangelium gepredigt habe.
Für die persönliche Unsterblichkeit nahm er lebhaft Partei in den Schriften:
- Von den Beweisen für die Unsterblichkeit der menschlichen Seele (Berlin 1835)
- Die siebenfältige Osterfrage (Berlin 1836)

Religiöse Tendenzen durchdringen auch seine juridischen Schriften:
- Zerstreute Blätter aus den Hand- und Hülfsakten eines Juristen (Erfurt u. Schleusing. 1835–42, 3 Bde.)
- Der Eid nach seinem Prinzip, Begriff und Gebrauch (Berlin 1837)
- Das Partikularrecht im Verhältnis zum gemeinen Recht und der juristische Pantheismus (Berlin 1837)

Gegen David Friedrich Strauß’ Leben Jesu sind seine Beiträge zur spekulativen Philosophie von Gott und dem Menschen und von dem Gott-Menschen (Berlin 1838)
gerichtet.
Von seinen übrigen Schriften sind noch hervorzuheben:
- Chronik der Stadt Langensalza (Langensalza 1818–42, 3 Bde.)
- Säkularerinnerungen des Jahrs 1848 (Magdeburg 1848)
- Dante Alighieris Osterfeier im Zwillingsgestirn (Halle 1849)
- Die Konkordienformel nach ihrer Geschichte, Lehre und kirchlichen Bedeutung (Leipzig 1858)
- Vorträge und Studien über Dante (Berlin 1863)

## Neuere Nachdrucke
- Band 1 – Chronik der Stadt Langensalza bis 1346, Verlag Rockstuhl, Bad Langensalza, Reprint 1818/2000/2007, ISBN 978-3-86777-000-2.
- Band 2 – Chronik der Stadt Langensalza 1346-1618, Verlag Rockstuhl, Bad Langensalza, Reprint 1818/2007, ISBN 978-3-86777-001-9.
- Band 3 – Chronik der Stadt Langensalza 1618–1711, Verlag Rockstuhl, Bad Langensalza, Reprint 1842/2002/2007, ISBN 978-3-86777-002-6.
- Band 4 – Chronik der Stadt Langensalza 1711–1813, Verlag Rockstuhl, Bad Langensalza, Reprint 1846/2002/2007, ISBN 978-3-86777-003-3.
- Band 5 – Chronik der Stadt Langensalza 1813–1819, Verlag Rockstuhl, Bad Langensalza, Reprint 2007, ISBN 978-3-86777-004-0.
- Die Wartburg. Altes und Neues aus der Geschichte und aus dem Leben, Verlag Rockstuhl, Bad Langensalza, Reprint 1826/2001, ISBN 3-936030-09-X.